# 索科努斯科
15°18′56.14″N 92°43′35.01″W / 15.3155944°N 92.7263917°W

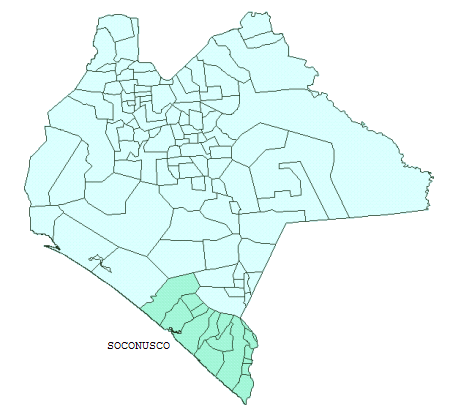
恰帕斯州索科努斯科

索科努斯科（西班牙語：Soconusco）是墨西哥恰帕斯州西南角与危地马拉接壤的一块狭长的土地，位於恰帕斯马德雷山脉和太平洋之间。該地因丰富的水分和火山土壤而有發達的農業，这促进了以可可樹和弹性卡斯桑木天然橡胶为基础的莫卡亚和奥尔梅克文明的发展。
19世纪，墨西哥和危地马拉之间就索科努斯科的歸屬產生争议，直到1882年雙方签署了一项条约确定了边界，該地區大部分归屬墨西哥，而苏恰特河以东的一小部分归屬危地马拉。

## 名称
“索科努斯科”是纳瓦特尔语词汇“Xoconochco”的西班牙语化。原词由下面部分组成：xococ（“酸、苦”）或 xocotl（“水果”）+ nochtli（“仙人掌茎片或仙人掌果”）+ co（“地方”）组成，意思是着苦仙人掌茎片的地方或酸仙人掌果的地方。纳瓦特尔语名称要么是由于托尔特克的定居点，要么是由于该地区在西班牙征服时是阿兹特克帝国的一个分支。在这以前，对该地区的称呼近似于玛姆人的词汇“Zaklohpakab”，源自玛雅-基切語，意思是父母或祖先。因为它是恰帕斯州最肥沃的地区之一，这可能是阿兹特克帝国进行文化殖民的一次尝试。要注意的是，该地区的恰帕斯现代发音中在前面存在冠词“el”。